# NGC 434
NGC 434 ist eine Balken-Spiralgalaxie vom Hubble-Typ SBab im Sternbild Tukan am Südsternhimmel. Sie ist schätzungsweise 215 Millionen Lichtjahre von der Milchstraße entfernt und hat einen Durchmesser von etwa 135.000 Lichtjahren. Gemeinsam mit PGC 4344 bildet sie ein gebundenes Galaxienpaar und mit NGC 440 das Trio KTS 8. Die Galaxie ist Teil der 10 Mitglieder zählenden NGC 434-Gruppe (LGG 19). 
Das Objekt wurde am wurde am 28. Oktober 1834 von dem britischen Astronomen John Herschel entdeckt.

## NGC 434-Gruppe (LGG 19)
| Galaxie  | Alternativname | Entfernung/Mio. Lj |
| -------- | -------------- | ------------------ |
| NGC 434  | PGC 4325       | 215                |
| NGC 440  | PGC 4361       | 225                |
| NGC 466  | PGC 4632       | 230                |
| NGC 484  | PGC 4764       | 223                |
| IC 1649  | PGC 4298       | 234                |
| PGC 4228 | ESO 151-027    | 232                |
| PGC 4344 | NGC 434A       | 211                |
| PGC 4435 | ESO 113-027    | 214                |
| PGC 6030 | ESO 114-001    | 237                |
| PGC 4700 | ESO 113-035    | 221                |